# جورج هلرینگ
جورج میکائیل هلرینگ (آلمانی: George Michael Hoellering؛ ۲۰ ژوئیه ۱۸۹۷ – ۱۰ فوریه ۱۹۸۰) یک کارگردان، تدوین‌گر و تهیه‌کنندهٔ اهل اتریش بود. وی برای کارگردانی و تهیه‌کنندگی فیلم قتل در کلیسا، محصول ۱۹۵۱ میلادی انگلیس که فیلم‌نامه‌اش را با همکاری تی. اس. الیوت نوشت، شناخته شده است. وی همچنین از سال ۱۹۴۴ میلادی تا زمان مرگ خود در سال ۱۹۸۰ میلادی، مدیر آکادمی سینما واقع‌در خیابان آکسفورد لندن بود.
جورج هلرینگ، سومین از چهار فرزند نوازنده و مدیر اُپرا، گئورگ هلرینگ و همسرش، ماریا مادلین؛ در ۲۰ ژوئیه ۱۸۹۷ در بادن در نزدیکی وین چشم به جهان گشود.
همسر نخست وی دورا کنستانس لیمان (به آلمانی: Dora Constance Lehmann)، دختر فلیکس لیمان (به آلمانی: Felix Lehmann) و همسرش، آنا فریدلندر (به آلمانی: Anna Friedländer) بود. آن دو در سال ۱۹۲۹ میلادی در بادن اتریش ازدواج کرده و تنها فرزندشان، اندرو، در سال ۱۹۳۲ میلادی در وین به دنیا آمد. دورا در سال ۱۹۵۵ میلادی در انگلستان درگذشت. در ۲۴ نوامبر سال ۱۹۵۶ با آنه آلنِت ازدواج کرد.
او در ۱۰ فوریه سال ۱۹۸۰ درگذشت.

## منتخب فیلم‌شناسی
- شکار تو (۱۹۲۹)، تهیه‌کننده
- کوله وامپه (۱۹۳۲)، تهیه‌کننده
- لوله‌های آب (۱۹۴۲)، کارگردان
- شکوه طلایی (۱۹۴۵)، کارگردان و تهیه‌کننده
- قتل در کلیسا (۱۹۵۱)، کارگردان، تهیه‌کننده، فیلمنامه‌نویس (کار مشترک)